# Усть-Быстрый
Усть-Быстрый — хутор в Белокалитвинском районе Ростовской области.
Входит в состав Краснодонецкого сельского поселения.

## География

### Улицы
- ул. Верхняя,
- ул. Нижняя.

## Население
| 1989 | 2002 | 2010 |
| ---- | ---- | ---- |
| 345  | ↘260 | ↘245 |